# فيكي إل. رويز
فيكي إل. رويز (بالإنجليزية: Vicki L. Ruiz)‏ هي مؤرخة أمريكية، ولدت في 21 مايو 1955 في أتلانتا في الولايات المتحدة.